# Moskee van Koning Saoed
De moskee van Koning Saoed (Arabisch: مسجد الملك سعود , Masjid al - Malik al-Saʿūd) is de grootste moskee in Jeddah in Saoedi-Arabië.  De naam verwijst naar het Huis van Saoed, de koninklijke dynastie.